# Campanya del Nord d'Àfrica (Primera Guerra Mundial)
|  | Aquest article tracta sobre la campanya de la Primera Guerra Mundial . Si cerqueu la campanya de la Segona Guerra Mundial , vegeu «Campanya del Nord d'Àfrica». |

La Campanya del nord d'Àfrica recull els conflictes que van tenir lloc al nord d'Àfrica durant la Primera Guerra Mundial (1914-1918), entre l'Entesa i les Potències Centrals.
El Regne d'Itàlia desitjava preservar els èxits aconseguits en la guerra ítalo-turca. Els Senussi de Líbia es van posar de part de l'Imperi Otomà contra l'Imperi Britànic i el Regne d'Itàlia. El 14 de novembre de 1914, el sultà otomà va proclamar el gihad per a tractar de crear una distracció i treure les tropes britàniques de la campanya del Sinaí i Palestina.
La campanya dels Senussi va tenir lloc al nord d'Àfrica, des del 23 de novembre de 1915 fins al febrer de 1917. En l'estiu de 1915, l'Imperi Otomà va persuadir al Gran Senussi Àhmad aix-Xarif per a atacar la part d'Egipte ocupada pels britànics des de l'oest, portant el gihad i fomentar una insurrecció en suport d'una ofensiva otomana contra el Canal de Suez des de l'est. Els senussi van travessar la frontera entre Líbia i Egipte en la costa al novembre de 1915. Les forces de l'Imperi Britànic es van retirar al principi i després van derrotar els senussi en diversos combats, com la batalla d'Agagia. Els britànics van recuperar el territori al llarg de la costa al març de 1916.
Més a l'oest, els habitants de les zones recentment conquistades o confiscades a l'Imperi Otomà per les potències europees van explotar les condicions inestables causades per la guerra a Europa per a recuperar el control de les seves terres. Van tenir lloc aixecaments al Marroc i Níger contra els colons francesos, alguns dels quals van durar més temps que la Primera Guerra Mundial.
Al Sudan, les hostilitats van tenir lloc entre els anglo-egipcis contra el sultà de Darfur, perquè els britànics van creure que el sultà tenia la intenció d'envair Egipte, sincronitzat amb les operacions dels senussi a la frontera occidental. Les operacions dels britànics es van dur a terme per amb petit nombre d'homes equipats amb vehicles de motor, aeronaus i ràdio, que van multiplicar la seva eficàcia i els van permetre sovint sorprendre als seus enemics per la velocitat de les seves maniobres.

## Antecedents

### L'estratègia alemanya i otomana
En 1914, les Potències Centrals van començar una estratègia perifèrica, que tenia antecedents en el concepte de Weltpolitik, el pensament de la marina alemanya en la dècada de 1900, durant l'antagonisme naval anglo-alemany, i en els escrits dels defensors de l'imperi d'ultramar. La possibilitat de fomentar la guerra revolucionària entre els pobles esclavitzats pels britànics, francesos i russos (musulmans, irlandesos, jueus, polonesos, els pobles del litoral Bàltic, ucraïnesos, georgians i, finalment, els bolxevics). No es va considerar la fundació d'un gran imperi alemany, però la debilitat militar d'Europa va portar a un intent de convertir la inferioritat colonial en una fortalesa.

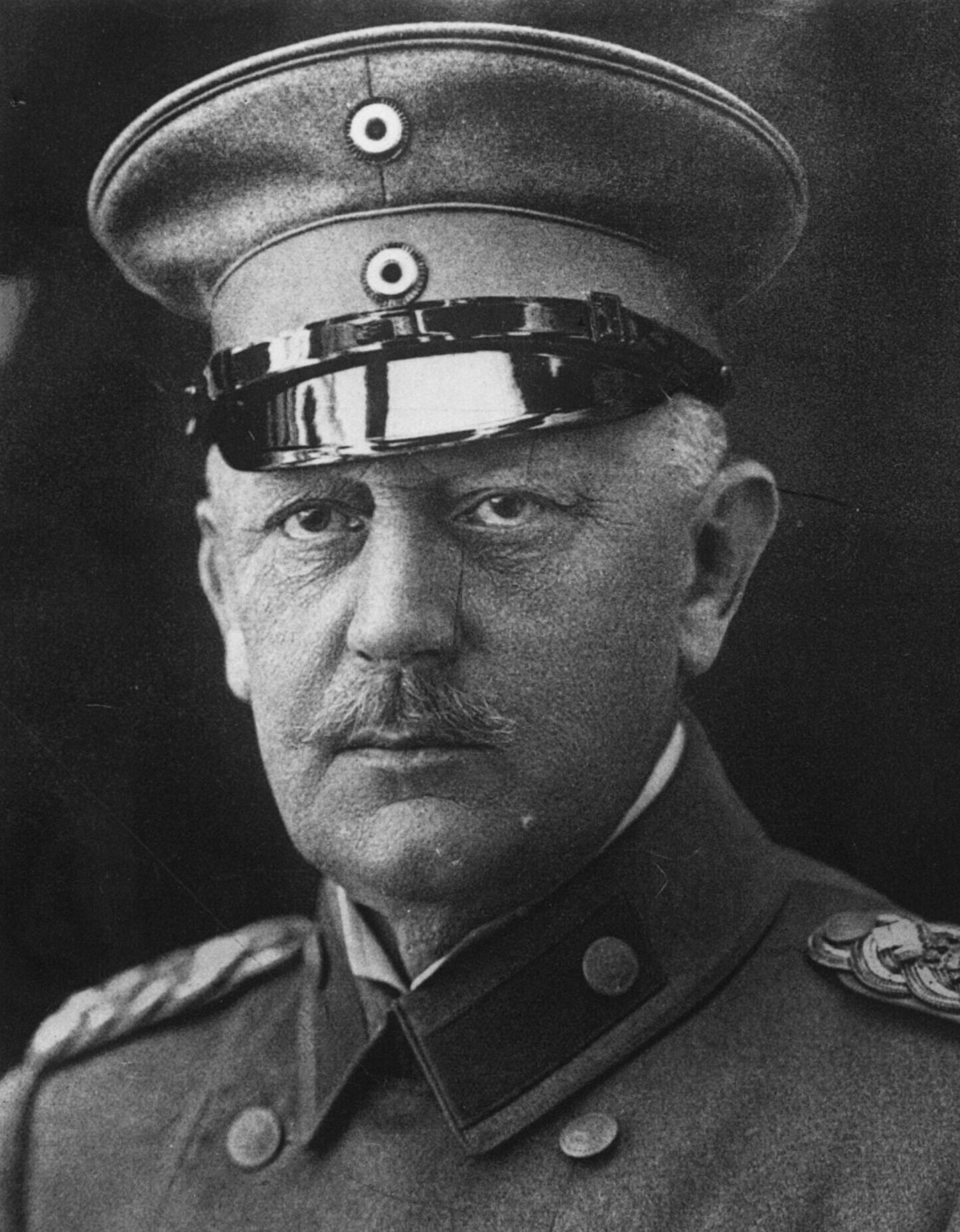
Helmuth von Moltke, 1914

El 20 d'agost de 1914, Moltke va escriure al Ministeri d'Afers Exteriors, exigint revolucions islàmiques en Marroc, Tunísia i Algèria. Els mitjans per a aconseguir un canvi en el món no europeu van ser limitats, amb poca experiència, pocs homes i poc equipament de recanvi europeu, i poques rutes terrestres al món exterior. Moltke esperava que els diplomàtics creessin exèrcits antiimperialistes; com el Ministeri d'Afers Exteriors va seguir una estratègia panislàmica, va utilitzar a l'Imperi Otomà i el seu exèrcit com a medi. Els otomans van entrar en la guerra per a escapar de la dominació europea, en comptes de com un servidor intermediari d'alemanya, i tenia ambicions imperialistes al nord d'Àfrica, Àsia central i Orient Pròxim.

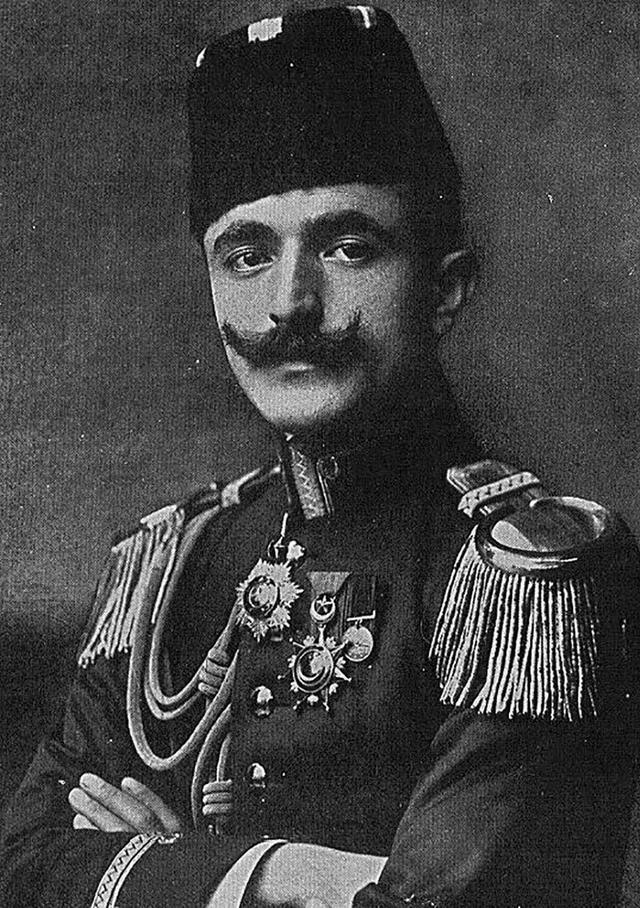
Enver Paşa

A l'octubre de 1914, Enver Paşa va idear un pla de guerra que incloïa una guerra santa i una invasió d'Egipte. El 14 de novembre, Sheikh-ul-Islam va declarar el gihad i va demanar a tots els musulmans a lluitar contra la Triple Entesa i les potències aliades, però no contra Itàlia, i va excloure als musulmans que estaven sota el govern d'Alemanya i Àustria-Hongria. El Sheikh va instar als pobles que estaven sota el domini dels imperis colonials europeus a unir-se, un missatge que va ser escoltat al nord, a l'est i a l'oest d'Àfrica.
El 5 d'agost, Enver Paşa va establir la Teşkilât-ı Mahsusa (Organització Especial) per dur a terme la propaganda, la subversió, el terrorisme i sabotatge, basat en el precedent de la guerra en Líbia contra els italians.

### L'estratègia anglesa i francesa
Les potències imperialistes i colonialistes europees tenien temors sobre el gihad abans de 1914; Clemenceau l'havia predit el 1912 en el cas que hagués una guerra entre les grans potències.
L'agost de 1914, Charles Lutaud, el governador d'Algèria, esperava una rebel·lió. El 5 de novembre, va tractar d'evitar la crida otomana a les armes, mitjançant la presentació dels otomans com a titelles dels alemanys. Els francesos van rebre suport d'última hora de la Royal Navy per a anticipar els desembarcaments dels submarins alemanys i evitar les intrigues de les Potències Centrals.
El prestigi francès després de la crisi del Marroc va reduir la probabilitat d'intents d'enderrocar el règim colonial, i la utilització de presoners de guerra alemanys com a mà d'obra forçada al Marroc i Algèria va mostrar la destresa militar francesa. La major part de les tropes regulars franceses van ser enviades a França el 1914 i van ser substituïdes per les tropes territorials al Marroc. Però en la frontera d'Algèria i Líbia, les operacions dels senussi contra l'exèrcit italià van portar als francesos de permetre a les guarnicions de Gadames i Ghat de retirar-se cap a Algèria i, a continuació, ser rearmats per a tornar a capturar Gadames el gener de 1915, com a part de la política francesa d'arrossegar Itàlia a la guerra.

### El nord d'Àfrica en 1914

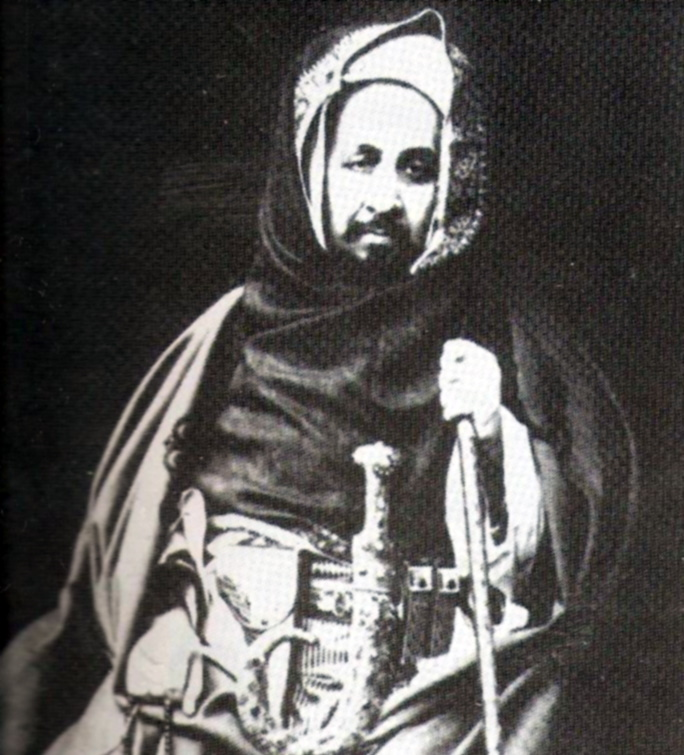
Sàyyid Àhmad aix-Xarif

Abans de 1906, quan els senussi es van involucrar en la resistència contra els francesos, eren una «secta religiosa relativament pacífica del desert del Sàhara que s'oposaven al fanatisme». Quan els italians van envair Líbia el 1911 ocupant la costa, els senussi van resistir als italians des de l'interior del país. Durant la seva resistència contra els italians, els senussi va mantenir relacions generalment amistoses amb els britànics a Egipte.
La regió va ser annexada a Itàlia en 1911 després de la Guerra italo-turca i a França el 1912, però el control italià encara no estava consolidat quan va començar la guerra a Europa. Després de la conquesta de Tripolitània pels italians en la guerra de 1911-1912, la població local senussi va continuar amb la seva resistència contra els italians. La lluita es va dur a terme amb la milícia senussi, sota la direcció del sàyyid Àhmad aix-Xarif. Els seus seguidors en Fezzan i el sud de Tripolitània van impedir la consolidació italiana i el seu control sobre aquestes regions.
El govern otomà mai va deixar de donar suport als membres de les tribus locals de la regió.

## Operacions militars

### La guerra dels Zaian, 1914-1921
Els alemanys i els otomans van fer intents per a influir en les condicions en les colònies franceses, intrigant amb els potentats que havien estat expulsats pels francesos. Les autoritats espanyoles a la regió informalment van tolerar la distribució de propaganda i diners, però van frustrar les intrigues alemanyes per al contraban de 5.000 fusells i 500.000 bales a través d'Espanya. La Teşkilât-ı Mahsusa va mantenir diversos agents al nord d'Àfrica, però només tenia dos al Marroc.

Mapa que mostra la localització de la Guerra dels Zaian, 1914-1921

La Guerra dels Zaian es va lliurar entre França i la Confederació Zaian de tribus amazigues al Marroc francès entre 1914 i 1921. Marroc s'havia convertit en un protectorat francès en 1912, i l'exèrcit francès va estendre la influència francesa cap a l'est a través de les muntanyes de l'Atles Mitjà cap a l'Algèria francesa. Els zaians, dirigits per Mouha ou Hammou Zayani, van perdre ràpidament les ciutats de Taza i Khenifra, però va aconseguir infligit moltes baixes als francesos, que van respondre mitjançant l'establiment de «grups mòbils», formacions d'armes combinades d'infanteria regular i irregular, cavalleria i artilleria.
En 1914, els francesos tenien 80.000 soldats al Marroc, però dos terços es van retirar entre 1914 i 1915 per a lluitar a França i més de 600 soldats francesos van morir en la batalla d'El Herri el 13 de novembre de 1914. Hubert Lyautey, el Resident-General del Marroc, va reorganitzar les seves forces i va aplicar una política ofensiva en comptes de realitzar una defensa passiva. Els francesos van recuperar la major part del territori perdut, tot i la intel·ligència i el suport financer de les Potències Centrals a la Confederació Zaian, i les incursions zaian que van causar pèrdues als francesos quan ja tenen escassetat de personal.

### La revolta de Kaocen, 1916-1917

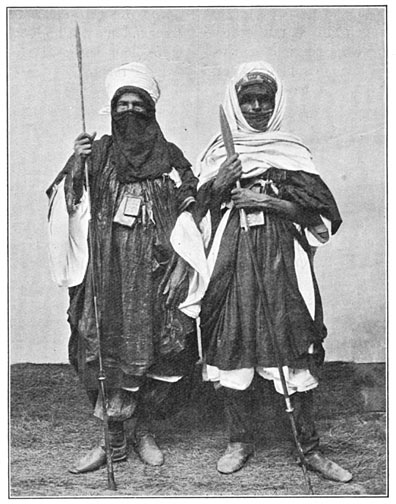
Guerrers tuaregs, 1906

El líder senussi va declarar un gihad contra els colonialistes francesos a l'octubre de 1914 en Kufra, Fezzan. El sultà d'Agadez va convèncer els francesos que els tuaregs romandrien lleials, però els seguidors de Kaocen van assetjar la guarnició el 17 de desembre de 1916.
Kaocen, el seu germà Mokhtar Kodogo i 1.000 tuaregs assaltants, armats amb fusells i un canó de campanya, van derrotar diverses columnes de socors francesos. Els tuaregs es va apoderar de les principals ciutats de l'Aïr (actualment el nord de Níger), incloent Ingall, Assodé i Aoueras.
El 3 de març de 1917, una gran força francesa va sortir de Zinder per a rellevar la guarnició d'Agadez i va començar a recuperar les ciutats perdudes. Els francesos van fer represàlies massives contra la població de les ciutats, especialment contra els maràbots encara que molts no eren ni tuaregs ni rebels, i els francesos van afusellar sumàriament a 130 persones en la via pública en Agadez i Ingal.
Kaocen va fugir cap al nord, i va morir penjat en 1919 per les forces locals en Murzuk. Mokhtar Kodogo va morir a mans dels francesos en 1920, després de dirigir una revolta dels tubu i fulbe al Sultanat de Damagaram.

### La guerra de Volta-Bani, 1915-1916
Entre 1915 i 1916, va tenir lloc al sud d'Alt Senegal i Níger un gran aixecament contra els francesos. El conflicte va ser poc conegut a causa de la censura en temps de guerra. Després de la guerra, en 1919, la regió afectada es va separar per a formar la seva pròpia colònia, Alt Volta (l'actual Burkina Faso).

### La campanya dels senussi

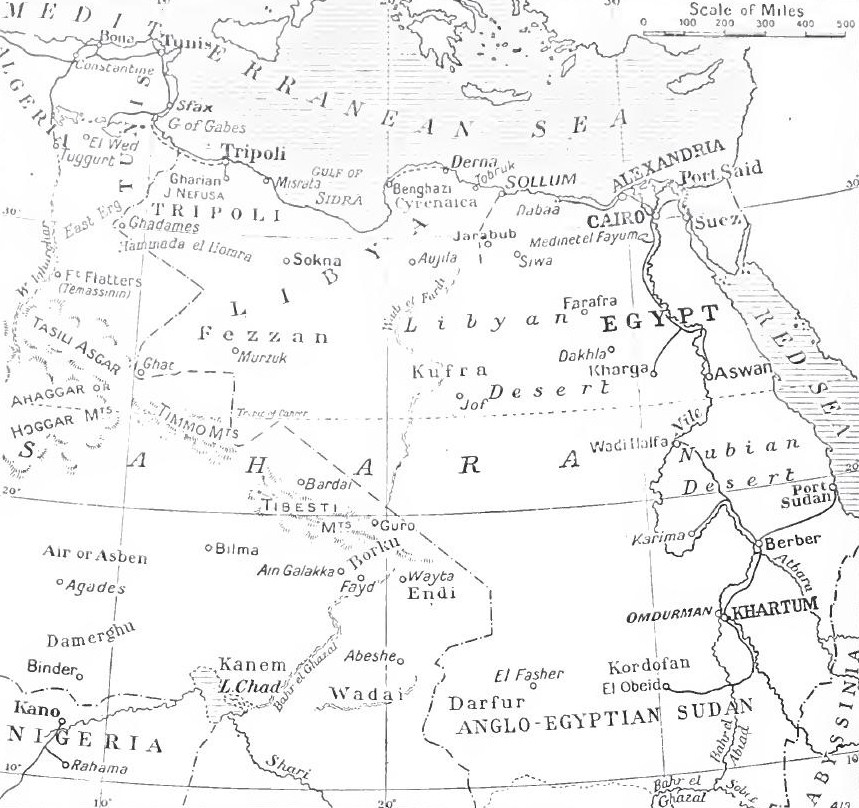
Àrea d'operacions de la campanya dels Senussi

L'Imperi Britànic va declarar la guerra a l'Imperi Otomà el 5 de novembre de 1914. Al febrer de 1915, els enviats otomans, incloent Nuri Killigil, el mig-germà d'Enver Paşa, i Jaafar Pasha, un àrab bagdadí de l'exèrcit otomà, van negociar un acord amb el Gran Senussi, sàyyid Àhmad aix-Xarif, per a atacar els britànics a Egipte des de l'oest, durant l'ofensiva otomana contra el canal de Suez.
A la finals de 1915, moltes de les forces britàniques d'Egipte van ser enviades a Gallipoli i a Mesopotàmia; l'oest d'Egipte va ser vigilat per la guàrdia costanera egípcia. Els otomans i alemanys van lliurar armament modern en submarí als senussi. També van ser transportats en submarins oficials alemanys i otomans, que van desembarcar el 19 de maig de 1915 a l'oest de Sallum i van establir la seva base a l'oasi de Siwa.
Els senussi van reunir 5.000 soldats d'infanteria i altres tropes irregulars, equipats amb artilleria otomana i metralladores, per a la campanya al llarg de la costa per atacar Sallum, Marsa Matruh i El Dabaa en el camí cap a Alexandria, i per la campanya dels oasis per atacar a Siwa través de la franja dels oasi de Bahariya, Farafra, Dakhla i Kharga, a 160 km a l'oest del Nil.
Els senussi van travessar la frontera entre Egipte i Líbia el 21 de novembre de 1915 per començar la campanya de la costa. En la frontera, uns 300-400 homes van atacar una base fronterera però van ser rebutjats. Al febrer de 1916, sàyyid Àhmad va acompanyar als senussi a la franja dels oasis. Van capturar diversos oasis que després es van perdre a l'octubre de 1916 per les forces britàniques. Els senussi es van retirar d'Egipte al febrer de 1917. Al novembre les forces senussi van ocupar Jaafar.

#### La campanya de la costa
El 6 de novembre de 1915, el submarí alemany U-35 va torpedinar i enfonsar el vaixell HMS Tara a la badia de Sallum. A la superfície, l' U-35 va enfonsarel vaixell guardacostes Abbas i va danyar greument al Nur el Bahr amb el seu canó de coberta. El 14 de novembre, els senussi va atacar una posició d'Egipte a Sallum i, durant la nit del 17 de novembre, un grup de senussi van disparar a Sallum i un altre grup va tallar la línia de telèfraf de la costa. A la nit següent, uns 300 muhafiza (tropes regulars senussi entrenades pels otomans) van ocupar un zawiet (monestir) en Sidi Barrani, a 77 km a l'est de Sollum. Durant la nit del 19 de novembre, es van atacar les casernes de Sallum i un guardacostes va ser assassinat. El 20 de novembre, els senussi van atacar un lloc d'Egipte, a 50 km a l'est de Sallum. Els britànics es van retirar de Sallum cap a Marsa Matruh, 190 km més cap a l'est, on tenia millors instal·lacions per a una base i es va crear la Western Frontier Force (Força fronterera occidental).

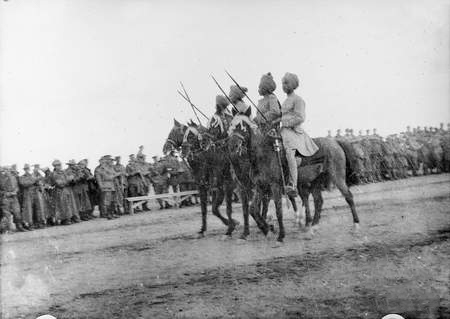
Tropes anglo-índies, Hyderabad Lancers en Tel el-Kebir, Egipte, 1916

L'11 de desembre, una columna britànica enviada a Duwwar Hussein, va ser atacada en la carretera de Marsa Matruh a Sollum, i en l'episodi d'Uadi Senab els britànics van poder fer fora del uadi als senussi. El reconeixement va continuar, i el 13 de desembre a Uadi Hashemifiat els britànics van ser atacats de nou i van resistir, fins que l'artilleria va entrar en acció a la tarda i va obligar els senussi a retirar-se. Al 25 de desembre, la columna britànica va tornar a Marsa Matruh, i van avançar durant la nit per a sorprendre als senussi. En l'episodi del Uadi Majid, els senussi van ser derrotats, però van ser capaços de retirar-se cap a l'oest.
Un reconeixement aeri va trobar un campament senussi en Halazin, en les proximitats de Marsa Matruh, que va ser atacat el 23 de gener en l'episodi d'Halazin. Els senussi es van retirar amb habilitat i després va tractar d'envoltar els flancs britànics. Els britànics van haver de retrocedir els flancs i el centre avançat, i van derrotar el cos principal dels senussi, que de nou van ser capaços de retirar-se.
Al febrer de 1916, va ser reforçada la Western Frontier Force, i es va enviar una columna britànica cap a l'oest, al llarg de la costa, per a tornar a capturar Sallum. El reconeixement aeri va descobrir un campament senussi en Agagia, que va ser atacat en l'acció d'Agagia el 26 de febrer. El senussi van ser vençuts i després van ser interceptats per la Dorset Yeomanry, que va carregar a través de terreny obert escombrats per les metralladores i rifles i els senussi es van retirar. Els britànics van perdre la meitat dels seus cavalls i 58.184 homes, però va impedir que el senussi fugissin lluny.
Jaafar Pasha, el comandant de les forces senussi en la costa, va ser capturat. Les forces britàniques van recuperar Sallum el 14 de març de 1916, i va concloure la campanya de la costa.

#### Els oasis d'Egipte

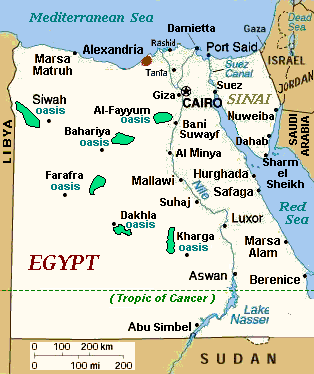
Mapa de la franja dels oasis (en verd)

L'11 de febrer 1916, sàyyid Àhmad aix-Xarif i els senussi van ocupar l'oasi de Bahariya, que després va ser bombardejat per avions britànics. Al mateix temps va ser ocupat l'oasi de Farafra, i després els senussi es van traslladar fins a l'oasi de Dakhla al 27 de febrer.
Els britànics van respondre mitjançant la formació de la Southern Force (Força Sud) en Beni Suef. Els funcionaris egipcis de l'oasi de Kharga es van retirar i l'oasi va ser ocupat pels Senussi, fins que es van retirar sense ser atacats. Els britànics va tornar a ocupar l'oasi i, el 15 d'abril, van començar a estendre el tram ferroviari del tren lleuger de Kharga fins a l'oasi de Moghra. L'Imperial Camel Corps australià va patrullar amb camells i amb automóbils lleugers Ford per a tallar l'avanç dels senussi cap a la vall del Nil.
Els senussi van detectar els preparatius britànics per atacar l'oasi de Bahariya, i la guarnició senussi es va retirar cap a Siwa a principis d'octubre. La Força Sud va atacar el senussi en l'episodi de l'oasi de Dakhla (17-22 d'octubre), després del qual els senussi es van retirar cap a la seva base en Siwa.
El gener de 1917, una columna britànica inclosa la Light Armoured Car Brigade (la brigada d'automòbils blindats lleugers) amb automòbils blindats Rolls-Royce i 3 patrulles automòbils lleugers, van ser enviats a Siwa.
El 3 de febrer, els vehicles blindats van sorprendre i van fer front als senussi en l'oasi de Girba, que es van retirar durant la nit. Els britànics van arribar a l'oasi de Siwa el 4 de febrer sense trobar oposició, i van tractar de fer una emboscada en el pas de Munassib, però va ser frustrat quan es van trobar que el cingle era massa vertical per als vehicles blindats. Els automòbil lleugers van aconseguir baixar el cingle i van capturar un comboi senussi el 4 de febrer. L'endemà, van ser interceptats els senussi de Girba, però va aconseguir establir-se a un lloc on els automòbils britànics no van poder arribar i després va advertir a la resta dels senussi. El 8 de febrer, la força britànica va tornar a Marsa Matruh i sàyyid Àhmad es van retirar cap a Jaghbub.
Les negociacions entre Sayyid Idris i els anglo-italians a Tobruk, que havien començat a finals de gener, van es van accelerar per la notícia de la derrota dels senussi en Siwa. El 12 d'abril en Akramah, Sayyid Idris va actuar aconsellat pels britànics, que el consideraven com el líder legítim dels senussi i a sàyyid Àhmad com una molèstia, i va acceptar els termes de pau dels britànics.

### Campanya de Darfur, 1916
L'1 de març de 1916 es va iniciar les hostilitats entre el govern del Sudan i el sultà de Darfur. L'expedició angloegípcia a Darfur es va dur a terme per a evitar una suposada invasió del Sudan i d'Egipte pel líder dels fur, el sultà Ali Dinar, que es creia que s'havia sincronitzat amb antelació amb els senussi que avançaven cap a Egipte des de l'oest.

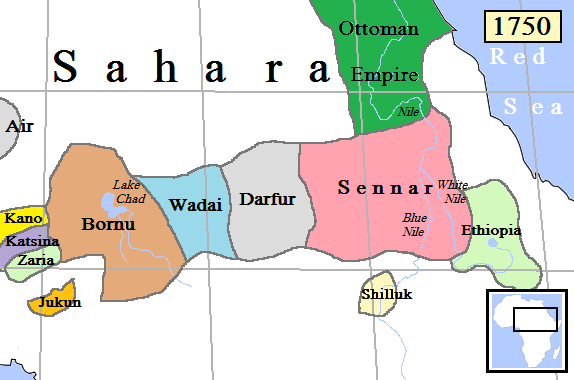
Entitats polítiques al Sahel oriental, al voltant de l'any 1750, amb Darfur en gris

El sirdar (comandant britànic de l'exèrcit egipci), va organitzar una força de 2.000 homes. El 16 de març, la força va travessar la frontera en camions a partir d'una base d'avançada establerta en Nahud, a 140 km de la frontera, amb el suport de quatre avions. Al maig, la força estava prop de El Fasher, la capital de Darfur.
En la batalla de Beringia del 22 de maig, l'exèrcit fur va ser derrotat i la força angloegípcia va capturar la capital l'endemà. Ali Dinar i 2.000 seguidors havien fugit, i mentre fugien cap al sud, van ser bombardejats des de l'aire. Les tropes franceses al Txad, que havien tornat de la Campanya Kamerun, van impedir la retirada cap a l'oest dels fur. Ali Dinar es va retirar cap a les muntanyes Marra, a 80 km al sud d'El Fasher i va enviar emissaris per a discutir els termes de la pau, però els britànics creien només volia guanyar temps i van posar fi a les converses l'1 d'agost.

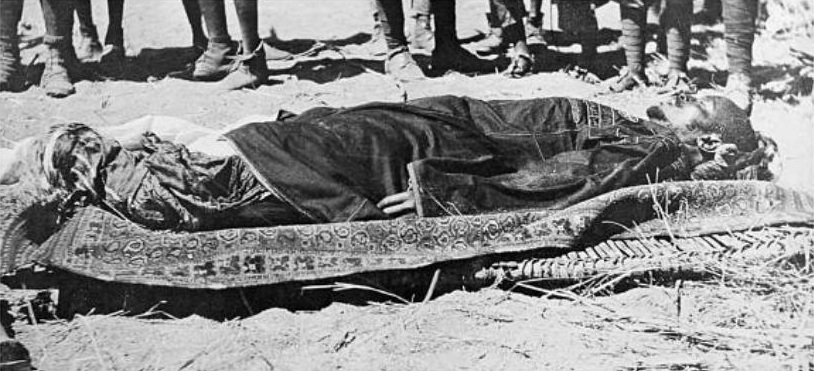
El cos d'Ali Dinar, novembre de 1916

Les dissensions internes van reduir la força d'Ali Dinar fins a 1.000 homes. Després de les pluges d'agost, les tropes d'avançada anglo-egípcies van sortir d'El Fasher cap a l'oest i sud-oest. el 13 d'octubre va tenir lloc a Dibbis una escaramussa i Ali Dinar va voler obrir de nou les negociacions, però va ser de nou sospitós de mala fe. Ali Dinar va fugir cap al sud-oest de Gyuba i una petita força va ser enviada a la seva persecució. A la matinada del 6 de novembre, els anglo-egipcis van atacar Gyuba. Ali Dinar i els restants seguidors es van dispersar, i es va trobar el cos del sultà a 1,5 km del camp de batalla.
Després de l'expedició, Darfur es va incorporar al Sudan.